# Amédée Jobin
Pour les articles homonymes, voir Jobin.
Marie Amédée Louis Jobin, né à Thann le 12 août 1861 et décédé à Paris le 3 juin 1945, est un ingénieur-opticien français.

## Biographie
Il fait ses études à l'École polytechnique (Promotion X1881) et en sort lieutenant d'artillerie. Il démissionne de l'armée et devient ingénieur dans une entreprise de mécanique. En 1892, sur les conseils d'Alfred Cornu, son ancien professeur de physique, il rachète la société d'instrumentation d'optique fondée par Jean-Baptiste Soleil à Léon Laurent, neveu du fils du fondateur, Henri Soleil. Il fabrique alors des instruments pour les grands physiciens de l'époque tels que Jules Macé de Lepinay, Alfred Perot, Charles Fabry ou Henri Chrétien.
Mobilisé en 1914, il est mis à la disposition du Service géographique de l'armée dirigé par Robert Bourgeois et chargé de centraliser la production de l'optique. Il rencontre ainsi durant la guerre Armand de Gramont et participe après l'armistice à la création de SupOptique. En 1919, il devient président du Syndicat patronal de l'optique et de la mécanique de précision et en 1921 succède à Jules Carpentier au Bureau des longitudes. En 1923, sa société prit le nom de Jobin Yvon, ayant confié la direction de l'entreprise à son gendre Gustave Yvon. Il meurt en 1945, la même année que Charles Fabry.